# الجيش السوفيتي
الجيش السوفيتي (بالروسية: Советская армия ، نقحرة: سوفيتسكييه سوخوبوتنييه فويْسكا) أو القوات البرية السوفيتية، كانت فرع القوات المسلحة السوفيتية المُختص بالحروب البرية. أنشئ الجيش السوفيتي عام 1946م، وانتهى وجوده سنة 1992م. وقد سبقه في الوجود ما كان يعرف بالجيش الأحمر.
بعد تفكك الاتحاد السوفيتي في ديسمبر 1991، ظلت القوات البرية تحت قيادة رابطة الدول المستقلة حتى تم حلها رسمياً في 14 فبراير 1992م. وقد خلفتها بشكل رئيسي القوات البرية الروسية في الأراضي الروسية. أما خارج روسيا، فقد ورثت الدول ما بعد السوفيتية على العديد من الوحدات والتشكيلات العسكرية، بينما سُحبت بعض الوحدات إلى روسيا، وحُلّت أخرى في خضم النزاعات، خاصة في منطقة القوقاز.
على الرغم من أن المصادر الإنجليزية تشير عادةً إلى القوات البرية السوفيتية باسم «الجيش السوفيتي»، إلا أن المصطلح العسكري السوفيتي «أرميا» (الجيش) كان يشير إلى المكونات البرية والجوية المشتركة للقوات المسلحة السوفيتية، والتي تضم القوات البرية بالإضافة إلى قوات الصواريخ الاستراتيجية، وقوات الدفاع الجوي، والقوات الجوية.
شارك الجيش السوفيتي في الحرب الكورية، ودعم الجيش الفيتنامي الشمالي خلال حرب فيتنام، كما ساهم بدعم الجيوش السورية والمصرية لضرب إسرائيل خلال حرب أكتوبر 1973م.

## بعد الحرب العالمية الثانية

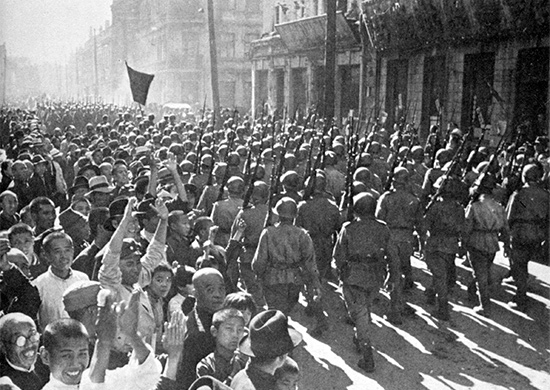
القوات السوفيتية خلال تحرير هاربن عام ١٩٤٥م.

في نهاية الحرب العالمية الثانية، كان الجيش الأحمر يمتلك أكثر من 500 فرقة مُشاة وحوالي عُشر هذا العدد من التشكيلات المدرعة. وقد منحتهم الخبرة المكتسبة خلال الحرب ثقة كبيرة في القوات المدرعة، مما أدى إلى تقليص قوات المشاة بشكل ملحوظ. تم حل ما مجموعه 130 فرقة مشاة ضمن مجموعات القوات في أوروبا الشرقية صيف عام 1945م، بالإضافة إلى فرقة الحرس الجوي الثانية المحمولة جواً، ومع نهاية عام 1946م، تم تسريح 193 فرقة مشاة أخرى. ساهمت خمس فرق مشاة أو أكثر تم حلها في تشكيل فرق قوات النخبة التابعة لـ المفوضية الشعبية للشؤون الداخلية (NKVD)، بعضها استُخدم لحراسة أسرى الحرب اليابانيين. تم تحويل فيالق الدبابات من فترة الحرب المتأخرة إلى فرق مدرعة، ومن عام 1957م تم تحويل فرق المشاة إلى فرق مشاة آلية (MRDs). كانت فرق المشاة الآلية تضم ثلاثة أفواج مشاة آلية وفوج دبابات، بإجمالي عشرة كتائب مشاة آلية وست كتائب دبابات، بينما كانت فرق الدبابات تحتوي على نسب معكوسة.
تم إنشاء القيادة الرئيسية للقوات البرية لأول مرة في مارس 1946م. أصبح مارشال الاتحاد السوفيتي چيورجي جوكوف رئيساً للقوات البرية السوفيتية في مارس 1946م، لكنه خلفه بسرعة إيفان كونيف في يوليو 1946م. وبحلول سبتمبر 1946م، انخفض عدد الجنود من 5 ملايين إلى 2.7 مليون في الاتحاد السوفيتي، ومن مليونين إلى 1.5 مليون في أوروبا. بعد أربع سنوات، تم حل القيادة الرئيسية، وهي فجوة تنظيمية «ربما ارتبطت بطريقة ما بالحرب الكورية». أعيد تشكيل القيادة الرئيسية عام 1955م. وفي 24 فبراير 1964م، قرر مجلس الدفاع السوفيتي حل القيادة الرئيسية للقوات البرية، بنفس الصيغة تقريباً كما في عام 1950م (حيث وُقع الأمر المقابل من وزير دفاع الاتحاد السوفيتي بشأن الحل في 7 مارس 1964م). تم نقل مهامها إلى الأركان العامة، بينما أصبح قادة الأسلحة القتالية والقوات المتخصصة تحت القيادة المباشرة لوزير الدفاع. ثم أعيد إنشاء القيادة الرئيسية مرة أخرى في نوفمبر 1967م، وعُين الجنرال إيفان بافلوفسكي قائداً عاماً للقوات البرية اعتباراً من 5 نوفمبر 1967م.
من عام 1945م إلى عام 1948م، تم تخفيض القوات المسلحة السوفيتية من حوالي 11.3 مليون إلى حوالي 2.8 مليون رجل، حيث تم التحكم في عملية التسريح أولاً عن طريق زيادة عدد المناطق العسكرية إلى 33، ثم تخفيضها إلى 21 في عام 1946م. وانخفض عدد أفراد القوات البرية من 9.8 مليون إلى 2.4 مليون.
لإرساء وتأمين المصالح الجيوسياسية للاتحاد السوفيتي في أوروبا الشرقية، بقيت قوات الجيش الأحمر التي حررت أوروبا الشرقية من الحكم النازي عام 1945م في مواقعها لتأمين أنظمة موالية للسوفيت في أوروبا الشرقية والحماية من أي هجوم قادم من أوروبا. بقيت القوات السوفيتية، بما في ذلك الجيش التاسع والثلاثون، في ميناء آرثر وداليان على الساحل الشمالي الشرقي للصين حتى عام 1955م، ثم سُلّمت السيطرة إلى الحكومة الصينية الشيوعية الجديدة.
داخل الاتحاد السوفيتي نفسه، تم توزيع قوات وتشكيلات القوات البرية بين المناطق العسكرية، والتي بلغ عددها 32 منطقة عام 1945م. وبقي منها 16 منطقة من منتصف سبعينيات القرن العشرين حتى تفكك الاتحاد السوفيتي. كان أكبر تركيز للجيش السوفيتي موجوداً في مجموعة القوات السوفيتية في ألمانيا الشرقية، والتي قمعت انتفاضة 1953 في ألمانيا الشرقية. شملت مجموعات القوات في أوروبا الشرقية مجموعة القوات الشمالية في بولندا، ومجموعة القوات الجنوبية في المجر، والتي قمعت الثورة المجرية عام 1956م. وفي عام 1958م، سُحبت القوات السوفيتية من رومانيا. بينما تأسست مجموعة القوات الوسطى في تشيكوسلوفاكيا بعد تدخل حلف وارسو لقمع انتفاضة براغ عام 1968م. وفي عام 1969م، وفي أقصى شرق الاتحاد السوفيتي، أدى الصراع الحدودي الصيني السوفيتي (1969م) إلى إنشاء المنطقة العسكرية السادسة عشرة، وهي المنطقة العسكرية لوسط آسيا، في ألماتي بكازاخستان.

## الحرب الباردة

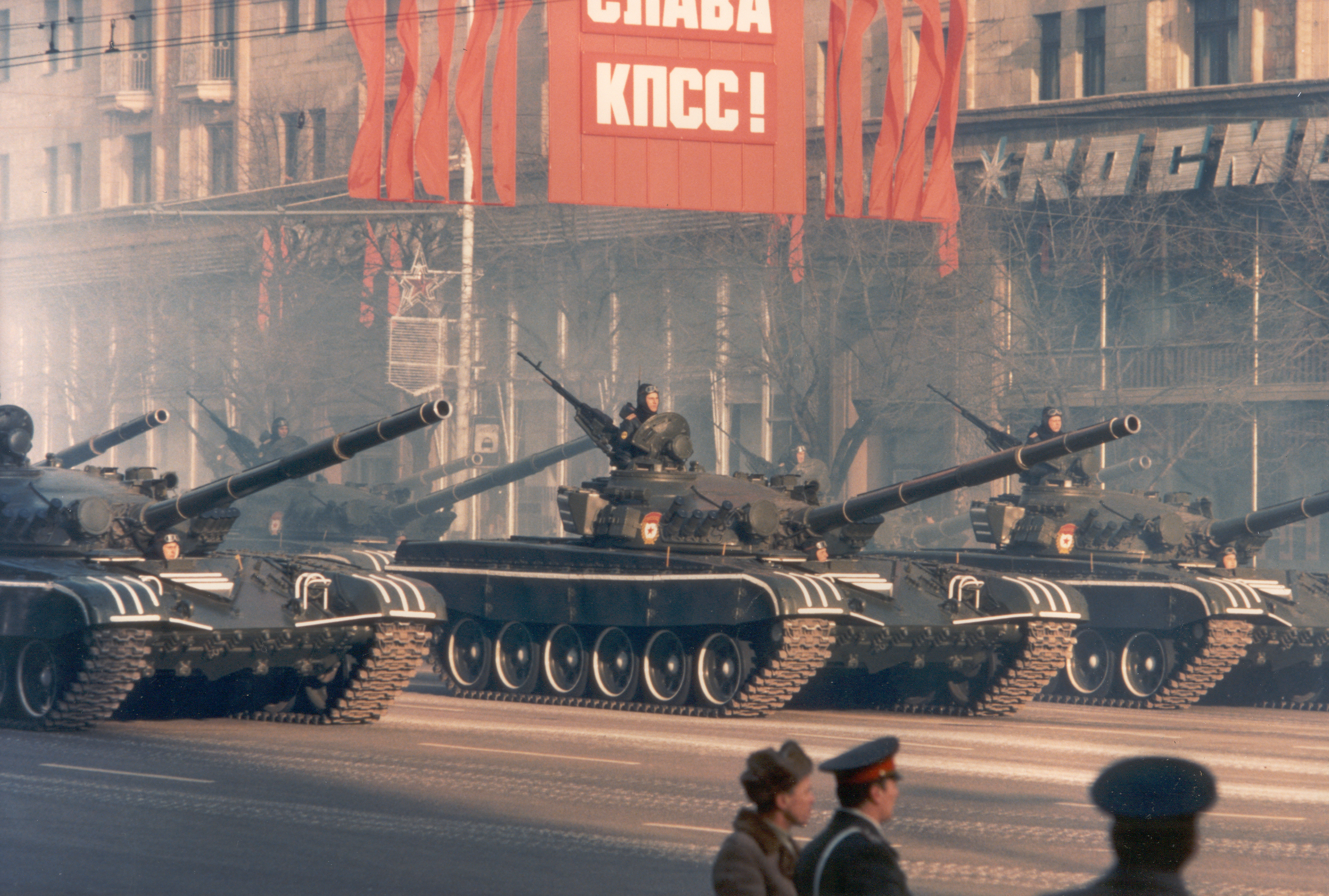
مسيرة احتفالية لدبابات الجيش السوفييتي في العرض العسكري تكريماً لذكرى ثورة أكتوبر، ٧ نوفمبر ١٩٨٣م.

من عام 1947م حتى عام 1989م خلال معظم فترة الحرب الباردة، قدّرت وكالات الاستخبارات الغربية أن عدد أفراد القوات البرية السوفيتية ظل يتراوح بين حوالي 2.8 مليون إلى 5.3 مليون رجل. وفي عام 1989م، بلغ عدد أفراد القوات البرية مليوني رجل. وللمحافظة على هذه الأعداد، اشترط القانون السوفيتي خدمة عسكرية إلزامية لمدة ثلاث سنوات لكل رجل قادر في سن الخدمة العسكرية، حتى عام 1967م عندما خفضتها القوات البرية إلى خدمة إلزامية لمدة عامين. ومع حلول سبعينيات القرن العشرين، يبدو أن التحول إلى نظام الخدمة لمدة عامين أدى إلى ظهور ممارسة التنمر المعروفة باسم «ديدوفشينا» (حكم العجائز)، والتي دمرت مكانة معظم ضباط الصف. وبدلاً من ذلك، اعتمد النظام السوفيتي بشكل كبير جداً على الضباط الصغار.
طبقًا لباحث غربي، فقد كانت الحياة في القوات المسلحة السوفيتية «قاتمة وخطيرة»، حيث ذكر الباحث الذي تحدث مع ضُباط سوفيت سابقين أن السبب في ذلك يعود إلى أنهم لم «يقّدروا الحياة البشرية».
بحلول منتصف ثمانينيات القرن العشرين، ضمت القوات البرية حوالي 210 فرقة عسكرية. وكان حوالي ثلاثة أرباعها فرق مشاة آلية، والباقي فرق دبابات. كما كان هناك عدد كبير من فرق المدفعية المنفصلة، وكتائب مدفعية مستقلة، وتشكيلات هندسية، وتشكيلات دعم قتالي أخرى. ومع ذلك، كان عدد قليل نسبياً من التشكيلات جاهزاً بالكامل للحرب. بحلول عام 1983م، تم تقسيم الفرق السوفيتية إلى فئتين رئيسيتين: «جاهزة» أو «غير جاهزة»، ولكل منهما ثلاث فئات فرعية. وعادة ما كانت المناطق العسكرية الداخلية تحتوي على فرقة أو فرقتين فقط من الفئة الجاهزة بالكامل، بينما كانت التشكيلات الأخرى ذات قوة أقل. كان النظام السوفيتي يتوقع فترة استعداد للحرب من شأنها أن ترفع عدد أفراد القوات البرية إلى حوالي ثلاثة ملايين.
خلال معظم فترة الحرب الباردة، كان التخطيط السوفيتي يتضمن تشكيل «جبهات» عسكرية تضم حوالي أربع جيوش (كل جيش مكون من 4-5 فرق، بما يعادل تقريباً مجموعات الجيوش الغربية). في 8 فبراير/شباط 1979م، تم إنشاء أول قيادة عليا جديدة للشرق الأقصى في أولان-أودي بـبورياتيا تحت قيادة الجنرال فاسيلي بيتروف. ثم أُنشئت ثلاث قيادات إضافية في سبتمبر/أيلول 1984م لإدارة على عمليات متعددة الجبهات في أوروبا (الاتجاهات الاستراتيجية الغربية والجنوبية الغربية) وفي باكو للإشراف على ثلاث مناطق عسكرية جنوبية. وتوقع المحللون الغربيون أن تتحكم هذه القيادات الجديدة في جبهات متعددة أثناء الحرب، بالإضافة إلى أسطول بحري سوفيتي في العادة.
من الخمسينيات حتى الثمانينيات، شملت فروع القوات البرية السوفيتية: قوات المشاة الآلية، والقوات المحمولة جواً (من أبريل/نيسان 1956م إلى مارس/آذار 1964م)، وقوات الهجوم الجوي (من 1968م إلى أغسطس/آب 1990م)، وقوات الدبابات، وقوات الصواريخ والمدفعية (من 1961م)، وفيلق جوي (حتى ديسمبر/كانون الأول 1990م)، وقوات الاتصالات، والقوات الهندسية، وقوات الدفاع الجوي البرية، والقوات الكيميائية، وخدمات إسناد القوات البرية.
في عام 1955م، أسس الاتحاد السوفيتي حلف وارسو مع حلفائه الاشتراكيين في أوروبا الشرقية، مما عزز التنسيق العسكري بين القوات السوفيتية ونظيراتها الاشتراكية. وقامت القوات البرية بتشكيل الجيوش الأوروبية الشرقية على صورتها طوال الحرب الباردة، استعداداً لمواجهة محتملة مع حلف شمال الأطلسي. بعد عام 1956م، قلص نيكيتا خروتشوف القوات البرية لتعزيز قوات الصواريخ الاستراتيجية، مع التركيز على القدرات النووية. وعزل المارشال جوكوف من المكتب السياسي للحزب الشيوعي عام 1957م لمعارضته هذه التخفيضات. مع ذلك، لم تمتلك القوات السوفيتية أسلحة نووية ميدانية كافية حتى منتصف الثمانينيات. حافظت الأركان العامة على خطط لغزو أوروبا الغربية في حالة إندلاع الحرب، ولم يُكشف عن نطاقها الهائل إلا بعد انهيار الاتحاد السوفيتي.

## الحرب الكورية
خلال نهايات الحرب العالمية الثانية ، تقدم الجيش الأحمر إلى شمال كوريا عام 1945م بعد حملة منشوريا، بهدف المساعدة في عملية إعادة إعمار البلاد. وقد أوضح المارشالات كيريل ميريتسكوف وتيرينتي شتيكوف لجوزيف ستالين ضرورة المساعدة السوفيتية في بناء البنية التحتية والصناعة في شمال كوريا. بالإضافة إلى ذلك، ساعد السوفييت في إنشاء الجيش الشعبي الكوري وسلاح الجو الكوري. اعتقد السوفييت أن دعم نمو كوريا بشكل مباشر سيكون استراتيجيًا لصالح الاتحاد السوفيتي. وعندما رغبت كوريا الشمالية في غزو كوريا الجنوبية لتوحيد البلاد عام 1950م، سافر كيم إيل سونغ إلى موسكو للحصول على موافقة ستالين. تم منح الموافقة بدعم كامل، مما أدى إلى الغزو الشامل لكوريا الجنوبية في 25 يونيو.

## حرب فيتنام

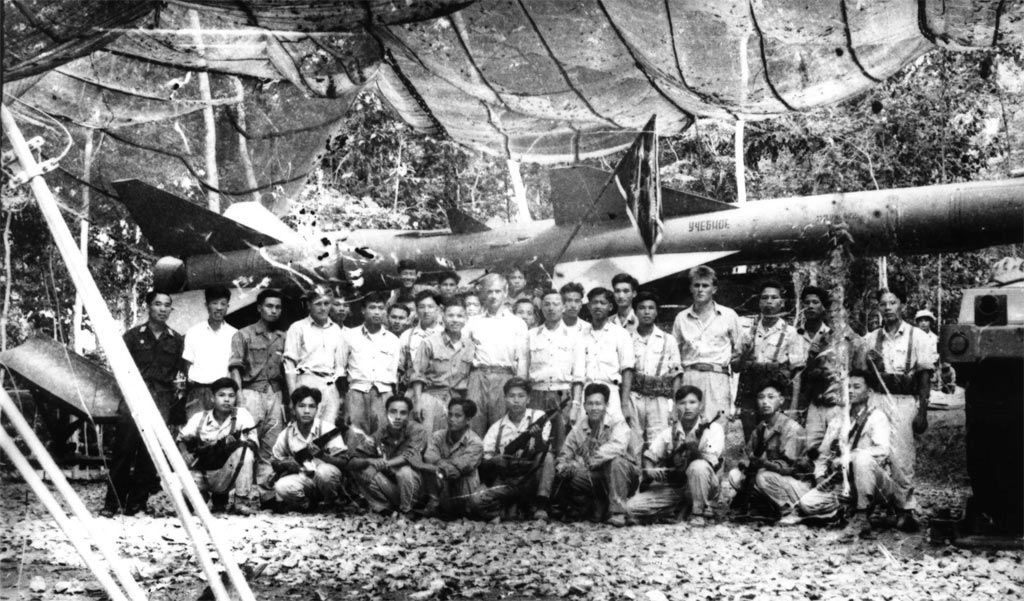
مدربون سوفييت للدفاع الجوي وأفراد طاقم من فيتنام الشمالية في ربيع عام 1965م في مركز تدريب للدفاع الجوي في فيتنام.

خلال حرب فيتنام زود الاتحاد السوفيتي فيتنام الشمالية بالمعدات الطبية والأسلحة والدبابات والطائرات والمروحيات والمدفعية والصواريخ المضادة للطائرات وغيرها من المعدات العسكرية. قامت صواريخ أرض-جو من صنع سوفيتي بإسقاط طائرات إف-4 فانتوم الأمريكية، فوق منطقة تان هوا عام 1965م. وقد فقد أكثر من عشرة جنود سوفيت حياتهم في هذا الصراع. بعد تفكك الاتحاد السوفيتي عام 1991م، اعترف مسؤولو الاتحاد الروسي بأن الاتحاد السوفيتي كان قد نشر ما يصل إلى 3,000 جندي في فيتنام خلال الحرب.
تشير بعض المصادر الروسية إلى أرقام أكثر تفصيلاً: بين عامي 1953م و 1991م، شملت المعدات التي تبرع بها الاتحاد السوفيتي 2,000 دبابة، و1,700 ناقلة جند مدرعة، و7,000 مدفع ميداني، وأكثر من 5,000 مدفع مضاد للطائرات، و158 منصة إطلاق صواريخ أرض-جو، و120 مروحية. خلال الحرب، أرسل السوفييت شحنات أسلحة سنوية إلى فيتنام الشمالية بقيمة 450 مليون دولار في ذلك التوقيت.
من يوليو 1965م حتى نهاية 1974م، شارك في مراقبة القتال في فيتنام حوالي 6,500 ضابط وجنرال، بالإضافة إلى أكثر من 4,500 جندي وضابط صف من القوات المسلحة السوفيتية. كما بدأت المدارس والأكاديميات العسكرية السوفيتية في تدريب الجنود الفيتناميين، حيث تلقى أكثر من 10,000 فرد عسكري تدريباً هناك.
ساعدت المخابرات السوفيتية في تطوير قدرات فيتنام الشمالية في مجال الاستخبارات الإشارية (SIGINT) من خلال عملية تعرف باسم «فوستوك» (وتُعرف أيضاً باسم "فونغ دونغ"، وتعني "الشرق" وتيمناً باسم مركبة الفضاء فوستوك 1). كان برنامج فوستوك عِبارة عن عملية مكافحة تجسس وجمع المعلومات الاستخبارية.
لعب هذه البرامج دوراً محورياً في اكتشاف وهزيمة فرق الكوماندوز التابعة لوكالة المخابرات المركزية الأمريكية وفيتنام الجنوبية التي أُرسلت إلى فيتنام الشمالية، حيث تم اكتشافها والقبض عليها. كما ساعد السوفييت وزارة الأمن العام الفيتنامية في تجنيد جواسيس من داخل الدوائر الدبلوماسية العليا بين حلفاء الولايات المتحدة الغربيين، تحت برنامج سري يُعرف باسم «B12,MM»، والذي وفر آلاف الوثائق السرية ذات مستوى عالي على مدى عقد من الزمن، بما في ذلك أهداف غارات قاذفات بي-52.
في عام 1975، تمكنت أجهزة الاستخبارات الإشارية من فك شفرة معلومات من حلفاء الولايات المتحدة الغربيين في مدينة سايچون (هو تشي منه حاليًا)، مما أكد أن الولايات المتحدة لن تتدخل لإنقاذ فيتنام الجنوبية من الانهيار.

## الحرب السوفيتية في أفغانستان
في عام 1979م، تدخل الاتحاد السوفيتي في أفغانستان لدعم حكومتها الاشتراكية، مما أثار مقاومة مسلحة استمرت 10 سنوات من قِبل المجاهدين الأفغان. وقُتل بين 850 ألف إلى 1.5 مليون مدني، بينما فر ملايين الأفغان كلاجئين إلى باكستان وإيران.
قبل وصول القوات السوفيتية، استولت الحكومة الموالية للسوفييت بقيادة نور محمد تركي على السلطة عبر انقلاب عام 1978م وبدأت سلسلة من الإصلاحات التحديثية الجذرية. قام النظام بقمع أي معارضة من المسلمين التقليديين، معتقلًا الآلاف وأعدم ما يصل إلى 27 ألف سجين سياسي. بحلول إبريل 1979م، انتشر التمرد في أجزاء كبيرة من البلاد، وبحلول ديسمبر فقدت الحكومة السيطرة على المناطق خارج المدن.
ردًا على طلبات الحكومة الأفغانية، أرسل الاتحاد السوفيتي بقيادة ليونيد بريجنيف قوات سرية أولاً لدعم الحكومة. لكن في 24 ديسمبر 1979م، بدأ نشر الجيش الأربعين السوفيتي. عند وصولهم إلى كابل في 27 ديسمبر، قاموا بانقلاب عسكري، مما أسفر عن مقتل الرئيس حفيظ الله أمين، وعينوا بدلاً منه الاشتراكي المعتدل ببرك كارمل، الذي كان يُنظر إليه على أنه أكثر اعتدالًا وملاءمة لقيادة الأمة.
بينما كانت الحكومة السوفيتية تأمل في البداية بتأمين مدن أفغانستان وشبكات طرقها، وتثبيت النظام الاشتراكي، والانسحاب في خلال عام واحد، واجهت صعوبات جمة في المنطقة، نظرًا لوعورة تضاريسها ومقاومة العصابات المسلحة الشرسة. بلغ عدد القوات السوفيتية ذروته نحو 115,000 جندي بحلول منتصف ثمانينيات القرن الماضي، وتفاقمت تعقيدات الحرب، مسببةً خسائر عسكرية واقتصادية وسياسية باهظة. بعد أن أدرك الأمين العام السوفيتي ميخائيل غورباتشوف الخسائر الاقتصادية والدبلوماسية والبشرية التي تكبدها الاتحاد السوفيتي جراء الحرب، أعلن انسحاب ستة أفواج من القوات (حوالي 7,000 جندي) في 28 يوليو 1986م. في يناير 1988م، أعلن وزير الخارجية إدوارد شيفرنادزه أنه من المأمول أن يكون عام 1988م هو العام الأخير لبقاء القوات السوفيتية؛ وانسحبت القوات في برد الشتاء القارس من يناير إلى فبراير 1989م.

### التكاليف العسكرية
قُدِّرت تكلفة الحرب على الجيش بنحو 15 مليار روبل عام 1989م. وتُقدَّر خسائر المعارك بما يتراوح بين 30,000 و35,000 فرد. وخلال الفترة 1984-1985م، فُقدت أكثر من 300 طائرة، مما يُعزى إليه جزء كبير من التكلفة العسكرية للحرب. ومنذ السنة الأولى، أنفقت الحكومة ما بين 2.5% و3.0% من الميزانية العسكرية السنوية على تمويل الحرب في أفغانستان، واستمرت الزيادة في التكلفة حتى بلغت ذروتها عام 1986م.
كما عانى الجيش السوفيتي من خسائر فادحة في الروح المعنوية والقبول الشعبي نتيجة الصراع وفشله. وعاد العديد من قدامى المحاربين المصابين والمعاقين إلى الاتحاد السوفيتي، واجهوا انتقادات عامة وصعوبات في العودة إلى المجتمع المدني، مما أدى إلى ظهور جماعة اجتماعية جديدة عُرفت باسم «الأفغان». وأصبح هؤلاء الرجال مؤثرين في الثقافة الشعبية والسياسة في ذلك الوقت.

## المناطق العسكرية
كانت المناطق العسكرية في عام ١٩٩٠ موزعة على النحو التالي:
- المنطقة العسكرية لـلينينغراد
- المنطقة العسكرية البيلاروسية
- المنطقة العسكرية البلطيقية
- المنطقة العسكرية الكارباتية
- المنطقة العسكرية كييف
- المنطقة العسكرية أوديسا
- المنطقة العسكرية موسكو
- المنطقة العسكرية الفولغا-الأورال
- المنطقة العسكرية شمال القوقاز
- المنطقة العسكرية عبر القوقاز
- المنطقة العسكرية تركستان
- المنطقة العسكرية سيبيريا
- المنطقة العسكرية عبر بايكال
- المنطقة العسكرية الشرق الأقصى
- المنطقة العسكرية في آسيا الوسطى (حُلّت عام ١٩٨٨م، واندمجت منطقتا الفولغا والأورال العسكريتان حوالي عام ١٩٩١م).

## القادة العامون للقوات البرية السوفيتية
- چورجي چوكوف، من ٢١ مارس ١٩٤٦
- إيفان كونيف، ١٩٤٦-١٩٥٠
- لم يكن منصب قائد القوات البرية موجودًا من عام ١٩٥٠ إلى عام ١٩٥٥
- إيفان كونيف، ١٩٥٥-١٩٥٦
- روديون مالينوفسكي، ١٩٥٦-١٩٥٧
- أندريه چريتشكو، ١٩٥٧-١٩٦٠
- فاسيلي تشيكوف، ١٩٦٠-١٩٦٤
- لم يكن منصب قائد القوات البرية موجودًا من عام ١٩٦٤ إلى عام ١٩٦٧
- إيڤان پافلوفسكي، ١٩٦٧-١٩٨٠
- فاسيلي بيتروف، ١٩٨٠-١٩٨٥
- يڤچيني إيڤانوڤسكي، ١٩٨٥-١٩٨٩
- فالنتين فارنيكوف، من يناير ١٩٨٩ حتى ٣٠ أغسطس ١٩٩١
- فلاديمير سيميونوف القائد الأعلى للقوات البرية من ٣١ أغسطس ١٩٩١ حتى 30 نوفمبر ١٩٩٦.

## وصلات خارجية
- The Soviet Army in the movie "Victory Parade", 00:18:18, 1945 على يوتيوب
- Soviet Army rank insignia